# Fritz Zeuner
Fritz Zeuner (* 30. Januar 1921 in Dölzig bei Altenburg; † 20. April 1982 in Berlin) war ein deutscher Agrarfunktionär und SED-Funktionär. Er war 1979 bis 1982 amtierender Vorsitzender der Vereinigung der gegenseitigen Bauernhilfe (VdgB).

## Leben
Zeuner, Sohn einer Arbeiterfamilie, erlernte nach der Volks- und Mittelschule den Beruf des Schlossers und war in Leipzig und Schkeuditz tätig.
Von 1940 bis 1945 war er zum Kriegsdienst bei der Wehrmacht eingezogen.
Nach Kriegsende wurde Zeuner 1945 Mitglied der KPD, 1946 der SED. 1946/1947 holte Zeuner sein Abitur an der Arbeiter-und-Bauern-Fakultät Leipzig nach. Anschließend studierte er von 1947 bis 1950 Ökonomie an der Universität Leipzig mit dem Abschluss als Diplom-Wirtschaftler. 1950 arbeitete er als Hauptsachbearbeiter im Ministerium des Innern. Von 1951 bis 1953 war er Abteilungsleiter und Mitglied des Sekretariats des Zentralvorstandes der VdgB, 1953 Instrukteur des ZK der SED.
Von 1953 bis 1961 wirkte Zeuner als wissenschaftlicher Mitarbeiter und Geschäftsführer der Deutschen Akademie der Landwirtschaftswissenschaften zu Berlin (DAL), 1961/1962 als wissenschaftlicher Mitarbeiter und stellvertretender Leiter der Forschungsstelle für Agrarökonomik Anklam der DAL. Von 1962 bis 1964 war er Vorsitzender der LPG Hohenreinkendorf in der Uckermark. Von 1963 bis 1967 war er Nachfolgekandidat der Volkskammer der DDR.
Von 1964 bis 1968 sowie 1969/1970 war er stellvertretender Chefredakteur der Zeitung Neuer Tag in Frankfurt (Oder). 1968/1969 absolvierte er ein Studium an der Parteihochschule „Karl Marx“ der SED.
Von 1970 bis 1982 fungierte Zeuner als Generalsekretär bzw. Erster Sekretär des VdgB-Zentralvorstandes. Von 1979 bis 1982 war er amtierender Vorsitzender der VdgB.
Zeuner war zudem Mitglied des Sekretariats und des Präsidiums des Solidaritätskomitees der DDR.

## Auszeichnungen
- Vaterländischer Verdienstorden in Bronze (1975)[1] und in Silber (1981)[2]